# Siamese Dream
Siamese Dream (рус. Сиамская мечта) — второй студийный альбом американской альтернативной рок-группы The Smashing Pumpkins, выпущенный в 1993 году на лейбле Virgin Records.
Несмотря на трудности и напряжённую атмосферу в период записи, альбом дебютировал на 10-й строчке в чарте Billboard, в США было продано более четырёх миллионов дисков, и более шести миллионов — по всему миру. Успех пластинки способствовал становлению The Smashing Pumpkins как одного из важнейших элементов альтернативной рок-сцены США.
В поддержку альбома было выпущено четыре сингла: «Cherub Rock», «Today», «Disarm» и «Rocket». Siamese Dream был очень тепло встречен критиками, он считается одним из лучших альбомов 1990-х и одним из лучших за всю историю рок-музыки. В 2003 году журнал Rolling Stone поставил этот диск на 362-е место в своём списке «500 величайших альбомов всех времён».

## Об альбоме
В 1991 году на лейбле Caroline Records был выпущен дебютный альбом группы — Gish, он получил признание критиков и был успешен среди меломанов, что было полной неожиданностью для музыкальной индустрии. В конце того же года вышел эпохальный диск Nevermind группы Nirvana, который поставил всех «на уши», и пресса тут же прозвала The Smashing Pumpkins «следующей Нирваной». Музыканты подписали контракт с фирмой Virgin Records и приступили к записи следующего альбома. Фронтмен группы — Билли Корган чувствовал «это невероятное давление со всех сторон, новый альбом должен был „порвать“ публику».
Напряженность музыкантов, в связи с возложенными на них ожиданиями, лишь усугубила уже имеющиеся проблемы: барабанщик Джимми Чемберлин ещё сильнее «подсел» на героин, гитарист Джеймс Иха и басистка Д’арси Рецки совсем недавно «прекратили свой романтические отношения», а Корган, кроме борьбы с лишним весом и суицидальной депрессией, страдал от своего самого глубокого «творческого кризиса».

## Музыка
Запись содержит элементы шугейзинга, дрим-попа, хэви-метала и прогрессивного рока. Альбом может похвастаться относительно высокими продюсерскими достоинствами и богатыми музыкальными аранжировками по сравнению с конкурентами по «альтернативному цеху», ранних 90-х. Бутч Виг вспоминал: «Билли хотел сделать запись, при прослушивании которой люди воскликнут: „Что это, бл#дь, такое было?“ […] Мы хотели создать песни, которые бы звучали в ваших ушах и после прослушивания диска».
Одной из главных задач Коргана было создать ощущение звуковой глубины, но, как сказал сам фронтмен: «не обязательно с помощью эффектов дилэя или реверберации — вместо этого мы экспериментировали с тональностями». Во время микширования песен партии гитары накладывались в несколько «слоёв». Корган заявил, что одна только «Soma» содержит до 40 дублированных гитарных пассажей. Виг же заявил о сотне единовременных гитарных партий в одной песне. Rolling Stone отметил, что музыкально альбом был «ближе к прогрессив-року, чем к панку или гранжу».
На этой пластинке тематика лирики Коргана изменилась. Вокалист отметил, что большинство его песен в альбоме — о его подруге и будущей жене Крис Фабиан, с которой он ненадолго расстался, пока сочинял песни. Корган иногда писал о других предметах. В «Cherub Rock» — первом треке альбома — Корган критиковал американскую музыкальную индустрию, а на «Today» пел о моментах — когда он испытывает депрессию и его посещают суицидальные мысли. «Spaceboy» была написана как дань его сводному брату — Джесси, который страдал от аутизма.

## Отзывы критиков
| Совокупная оценка    | Совокупная оценка |
| Источник             | Оценка            |
| -------------------- | ----------------- |
| Metacritic           | 96/100            |
| Оценки критиков      |                   |
| Источник             | Оценка            |
| Allmusic             | [ 1 ]             |
| The A.V. Club        | (A)               |
| Chicago Tribune      | [ 29 ]            |
| Consequence of Sound | [ 30 ]            |
| PopMatters           | (10/10)           |
| Pitchfork            | (10/10)           |
| Роберт Кристгау      | [ 33 ]            |
| Rolling Stone        | (2011)            |
| Slant Magazine       | [ 35 ]            |
| Uncut                | (8/10)            |

Siamese Dream был выпущен 27 июля 1993 года; на следующей неделе он дебютировал под номером десять в чартах Billboard. Альбом почти повсеместно получил одобрение музыкальных критиков.
Рецензент Entertainment Weekly Дэвид Браун похвалил музыкантов за сохранение уровня качества, который от них ожидала музыкальная индустрии как от «следующий Нирваны»; он также высоко оценил альбом на фоне релиза прорывного Nevermind. Публицист подытожил: «Стремясь к большему, нежели очередная альтернативная запись, The Smashing Pumpkins, возможно, наткнулись на совершенно новое амплуа: распи#дяев с видением». Критик Саймон Рейнольдс не согласился со своим коллегой, написав в своём обзоре для The New York Times, что «риффы с дисторшном и депрессивный вокал стали нормой в наши дни, и The Smashing Pumpkins не хватает того самого духа времени, который стал определяющим в прорыве группы Nirvana — сделав их музыку волнующей и резонансной». Роберт Кристгау из The Village Voice поставил альбому три звезды, отметив песни «Geek USA» и «Today» в качестве ключевых в альбоме.
Siamese Dream принёс группе первые номинации на премию «Грэмми». На церемонии 1994 года, альбом был номинирован в категории «Лучший альтернативный альбом», а песня «Cherub Rock» в — «Лучшее хард-рок исполнение». Альбом часто попадает в списки лучших альбомов 90-х годов: журнал Alternative Press поставили его на 4-е место, Pitchfork на 18-е, а журнал Spin присудил ему 23-е строчку в своих списках «лучших пластинок 1990-х». В 2003 году лонгплей занял 362-е место в списке журнала Rolling Stone «500 величайших альбомов всех времён» (в пересмотренном рейтинге 2020 года он поднялся на 341-ю сточку).

## Список композиций
Слова и музыка всех песен — написаны Билли Корганом, за исключением отмеченных.
| №   | Название      | Автор(ы)                 | Длительность |
| --- | ------------- | ------------------------ | ------------ |
| 1.  | «Cherub Rock» |                          | 4:58         |
| 2.  | «Quiet»       |                          | 3:41         |
| 3.  | «Today»       |                          | 3:19         |
| 4.  | «Hummer»      |                          | 6:57         |
| 5.  | «Rocket»      |                          | 4:06         |
| 6.  | «Disarm»      |                          | 3:17         |
| 7.  | «Soma»        | Билли Корган, Джеймс Иха | 6:39         |
| 8.  | «Geek U.S.A.» |                          | 5:13         |
| 9.  | «Mayonaise»   | Билли Корган, Джеймс Иха | 5:50         |
| 10. | «Spaceboy»    |                          | 4:28         |
| 11. | «Silverfuck»  |                          | 8:43         |
| 12. | «Sweet Sweet» |                          | 1:38         |
| 13. | «Luna»        |                          | 3:20         |

| №   | Название                                 | Длительность |
| --- | ---------------------------------------- | ------------ |
| 14. | «Pissant» (labelled as "Hikari Express") | 2:31         |

### Бонус-материалы переизданного альбома
| №   | Название                                                        | Длительность |
| --- | --------------------------------------------------------------- | ------------ |
| 1.  | «Pissant (Rough Mix)» (Spring 1993)                             | 2:32         |
| 2.  | «Siamese Dream (Broadway Rehearsal Demo)» (1992)                | 6:18         |
| 3.  | «STP (Rehearsal Demo)» (1991)                                   | 3:28         |
| 4.  | «Frail and Bedazzled (Soundworks Demo)» (Spring 1992)           | 3:42         |
| 5.  | «Luna (Apartment Demo)» (1991)                                  | 3:12         |
| 6.  | «Quiet (BBC Session/Billy Corgan Mix)» (12 September 1993)      | 3:36         |
| 7.  | «Moleasskiss (Soundworks Demo)» (Spring 1992)                   | 3:59         |
| 8.  | «Hello Kitty Kat (Soundworks Demo)» (Spring 1992)               | 6:14         |
| 9.  | «Today (Broadway Rehearsal Demo)» (1992)                        | 3:21         |
| 10. | «Never Let Me Down Again (BBC Session)» (12 September 1993)     | 4:03         |
| 11. | «Apathy's Last Kiss (Siamese Sessions Rough Mix)» (Spring 1993) | 2:40         |
| 12. | «Ache (Silverfuck Rehearsal Demo)» (1991)                       | 6:57         |
| 13. | «U.S.A. (Soundworks Demo)» (Spring 1992)                        | 4:25         |
| 14. | «U.S.S.R. (Soundworks Demo)» (Spring 1992)                      | 1:35         |
| 15. | «Spaceboy (Acoustic Mix)» (December 1992 – March 1993)          | 3:57         |
| 16. | «Rocket (Rehearsal Demo)» (1991)                                | 4:55         |
| 17. | «Disarm (Acoustic Mix)» (December 1992 – March 1993)            | 3:18         |
| 18. | «Soma (Instrumental Mix)» (December 1992 – March 1993)          | 6:38         |

| №   | Название       | Длительность |
| --- | -------------- | ------------ |
| 1.  | «Rocket»       | 4:19         |
| 2.  | «Quiet»        | 3:39         |
| 3.  | «Today»        | 3:39         |
| 4.  | «Rhinoceros»   | 5:06         |
| 5.  | «Geek U. S. A» | 5:21         |
| 6.  | «Soma»         | 7:21         |
| 7.  | «I Am One»     | 4:47         |
| 8.  | «Disarm»       | 3:55         |
| 9.  | «Spaceboy»     | 4:48         |
| 10. | «Starla»       | 9:25         |
| 11. | «Cherub Rock»  | 5:01         |
| 12. | «Bury Me»      | 4:28         |
| 13. | «Hummer»       | 8:42         |
| 14. | «Siva»         | 8:35         |
| 15. | «Mayonaise»    | 10:29        |
| 16. | «Drown»        | 8:24         |
| 17. | «Silverfuck»   | 13:30        |

## Участники записи
- Билли Корган — вокал, соло-гитара, бас-гитара, меллотрон на «Spaceboy», аранжировка струнных, продюсирование, микширование
- Джеймс Иха — ритм-гитара, бэк-вокал
- Д’арси Рецки — бас-гитара, бэк-вокал
- Джимми Чемберлин — ударные
- Майк Миллз — фортепиано на «Soma»
- Эрик Ремшнайдер[англ.] — аранжировка струнных и виолончель на «Disarm» и «Luna»
- Дэвид Регсдейл[англ.] — аранжировка струнных и скрипка на «Disarm» и «Luna»
- Бутч Виг — продюсирование, звукоинженер, микширование, аранжировка струнных
- Джефф Томеи — звукоинженер
- Тим Холбрук — специальный техник-инженер
- Алан Молдер — микширование
- Хоуи Вайнберг[англ.] — мастеринг
- Лен Пелтир — арт-директор
- Стив Дж. Гердес — дизайн обложки
- Мелоди Макдениэл — фотографии
- Боб Людвиг — мастеринг (ремастеринг 2011 года)[45]

## Хит-парады
| Чарт (1993)                 | Высшая позиция |
| --------------------------- | -------------- |
| Sweden (Sverigetopplistan)  | 19             |
| United Kingdom (OCC)        | 4              |
| United States Billboard 200 | 10             |
| Чарт (1994)                 | Высшая позиция |
| Australia (ARIA)            | 7              |
| Canada (RPM)                | 3              |
| Germany (Media Control)     | 64             |
| Netherlands (MegaCharts)    | 22             |
| New Zealand (RIANZ)         | 3              |

| Чарт (2000)       | Высшая позиция |
| ----------------- | -------------- |
| Norway (VG-Lista) | 25             |
| Чарт (2002)       | Высшая позиция |
| Ireland (IRMA)    | 50             |
| Чарт (2011)       | Высшая позиция |
| US Billboard 200  | 110            |

| Страна         | Организация | Статус        | Продажи    |
| -------------- | ----------- | ------------- | ---------- |
| Канада         | CRIA        | 4× Платиновый | 200,000+   |
| Великобритания | BPI         | Золотой       | 100,000+   |
| США            | RIAA        | 4× Платиновый | 4,000,000+ |